# Cybo
I Cibo (detti poi generalmente Cybo

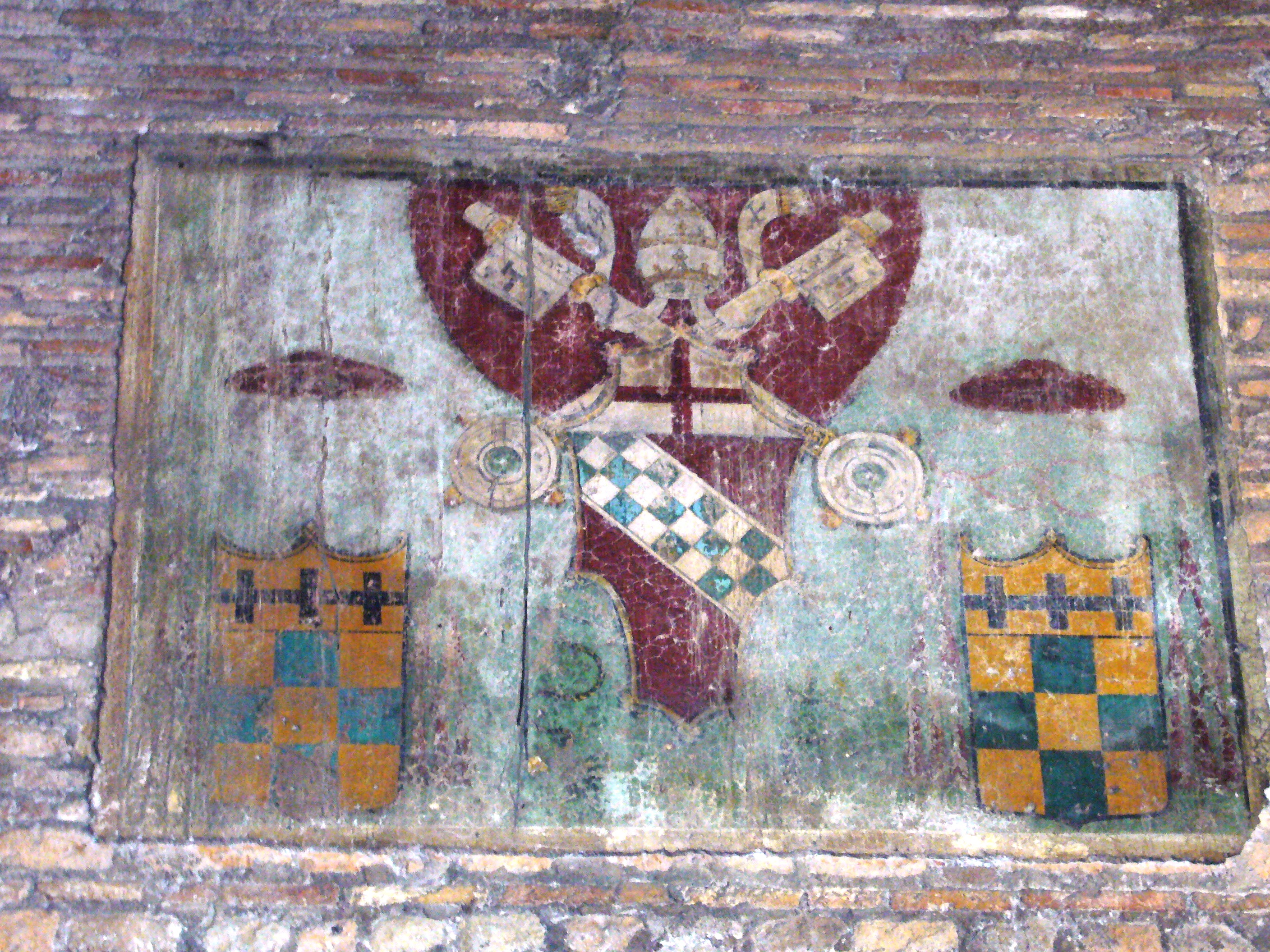
Stemma di Innocenzo VIII Cibo nel portico della Basilica di Santa Balbina all'Aventino, Roma

) furono una nobile famiglia di origine genovese, le cui  prime notizie certe risalgono al XV secolo ad Arano, cittadino e nobile genovese, che ebbe a Napoli e a Roma alti uffici e fu anche senatore romano. La fortuna della famiglia ha però origine dall'elezione al soglio pontificio di Giovanni Battista Cibo, figlio di Arano, divenuto pontefice con il nome di Innocenzo VIII.
I Cibo si imparentarono con alcune delle famiglie italiane più famose e importanti tra cui i Medici di Firenze, i Della Rovere di Urbino, gli Este di Modena, i Malaspina di Massa e Carrara ed ebbero rapporti con la famiglia di banchieri degli Altoviti. In particolare, dal matrimonio di Lorenzo Cibo, conte di Ferentillo, con Ricciarda Malaspina originò la dinastia Cybo-Malaspina, che regnò su Massa e Carrara sino alla fine del XVIII secolo.
Un ramo dei Cybo, imparentato con i Trinci, confluì nella famiglia umbra dei Frenfanelli che si estinse negli Strozzi del ramo detto 'di Mantova' con il matrimonio nel 1882 fra la contessa Rita Frenfanelli-Cybo e il marchese Pio Luigi Strozzi.

## Storia
I Cibo si stabilirono definitivamente a Genova nel X secolo, quando Francesco, avendo perso le sue proprietà in madrepatria, si rifugiò nel capoluogo ligure presso alcuni parenti. Un Cibo, Tomaso, si trasferì a Napoli, dando origine ai Tomacelli.
I Cibo formarono uno degli alberghi genovesi (il diciassettesimo), nei quali erano riunite le varie famiglie nobili cittadine. All'albergo Cybo vennero aggregate molte famiglie del patriziato genovese.
Nel 1484 il papa Cibo Innocenzo VIII donò al figlio legittimato Franceschetto il feudo dell'Abbazia di San Pietro in Valle di Ferentillo.

### Cybo-Malaspina
I Cibo acquisirono il marchesato di Massa e Carrara (poi elevato, in successione, a principato e ducato) grazie al tempestoso matrimonio tra Lorenzo Cibo, figlio di Franceschetto, e Ricciarda Malaspina, figlia del defunto marchese Antonio Alberico II. Dopo la decapitazione per fellonia, avvenuta a Milano nel 1548, del loro primogenito Giulio, fu il secondogenito Alberico I il vero iniziatore della dinastia, assumendo il doppio cognome di Cybo-Malaspina in ottemperanza ad una precisa disposizione testamentaria della madre.
Siccome per esplicita previsione dell'imperatore Carlo V, contenuta nell'atto di investitura di Ricciarda Malaspina del 1529, nel feudo di Massa Carrara non si applicavano i princìpi successorî della legge salica, l'ultimo sovrano a portare il cognome di Cybo-Malaspina fu una donna, Maria Teresa, che resse il ducato fino al 1790. 
La sua unica figlia sopravvissuta Maria Beatrice Ricciarda, la quale portava ormai soltanto il cognome paterno di Este, assicurò – sia pur con l'interruzione napoleonica – la conservazione dell'autonomia dell'antico piccolo dominio dei Cybo-Malaspina  sino alla sua morte nel 1829, quando esso confluì definitivamente negli Stati Estensi, ora retti dalla nuova dinastia degli Austria-Este. Quest'ultima, peraltro, discendeva anche, per il tramite della stessa Maria Beatrice, dai Cybo-Malaspina. 
Quando, alla morte del di lei nipote, l'ex duca di Modena Francesco V, nel 1875, la nuova dinastia si estinse anch'essa, l'ingente eredità e la titolatura passarono per via testamentaria ad un altro ramo della casa d'Asburgo-Lorena, ma pure la discendenza di sangue, per via femminile, dai Cybo-Malaspina fu fortuitamente ricostituita in seguito, per il tramite dell'ultima imperatrice d'Austria-Ungheria, Zita di Borbone-Parma, lontana pronipote diretta di Maria Beatrice e madre dell'arciduca Roberto d'Austria-Este.

### Albergo Cybo
Con la riforma degli "alberghi dei nobili" voluta da Andrea Doria nel 1528, i Cybo andarono a formare il "XVII albergo". Di seguito le famiglie che erano ascritte all'albergo Cybo:
- Andora, poi Sopranis: provenienti da Andora, vennero in Genova nel XIV secolo. Formarono albergo sino a che nel 1528 non vennero ascritti ai Cybo.[7]
- Arcanti: furono ascritti ai Cybo ed ai Pallavicino.[8]
- Baldissone: provenienti da Savona, giunsero in Genova nel XII secolo.[9]
- Boeri: provenienti da Quarto, vennero ascritti all'albergo nel 1528.[10]
- Brasile: provenienti da una località loro omonima nei pressi di Chiavari, giunsero in Genova nel XII secolo. Entrarono nell'albergo nel 1350.[11]
- Celle: provenienti da Celle Ligure, giunsero in Genova nel XIII secolo. Vennero ascritti all'albergo nel 1528.[12]
- Celso: provenienti da Venezia, giunsero in Genova nel XV secolo. Vennero ascritti all'albergo nel 1528.[12]
- Chiavega: originari da un orfano educato da un Fieschi nell'XI secolo, vennero ascritti ai Cybo nel 1528.[13]
- Clavarezza: originari dell'omonima località, nel 1528 vennero ascritti all'albergo.[14]
- Corsi: originari di Savona, nel 1528 vennero ascritti ai Cybo, ai Giustiniani ed ai Lomellini.[15]
- Costa: di varie origini, vi furono numerose famiglie ascritte ai vari alberghi cittadini con questo cognome, tra cui quello Cybo.[16]
- Donati: di origine toscana, forse parenti dei Donati fiorentini. Vennero ascritti all'albergo nel 1528.[17]
- Ghersi: vennero ascritti all'albergo nel 1528.[18]
- Ghisi: ascritti all'albergo.[19]
- Levanto: originari di Levanto, nel 1398 vennero ascritti ai De Franchi e dal 1528 anche ai Cybo, agli Interiano ed ai Grillo.[20]
- Marabotto: vennero ascritti all'albergo nel 1528.[21]
- Marchese: originari di Albenga o Portofino, nel 1528 vennero ascritti ai Cybo ed ai Doria.[22]
- Massa: originari de La Spezia o Savona, vennero a Genova verso il XV secolo. Furono ascritti dapprima ai Cybo, che lasciarono per passare ai Promontorio.[23]
- Merlasino: originari di Massa od Alessandria, nel 1528 vennero ascritti all'albergo.[24]
- Monsia: giunti a Genova dalla Lombardia nel XIII secolo, nel 1528 vennero ascritti agli alberghi Promontorio, Uso di Mare e Cybo.[25]
- Montebruno: originari della località omonima, nel 1528 vennero ascritti all'albergo.[26]
- Morra: originari di Savona, vennero ascritti all'albergo nel 1528.[27]
- Nobili di Vezzano: originari di Vezzano Ligure, giunsero in Genova nel XIII secolo, e nel 1528 vennero ascritti all'albergo.[28]
- Onza: originari di un'omonima località della riviera di ponente, nel 1528 vennero ascritti all'albergo.[29]
- Ottone: originari di Chiavari o della Valpolcevera, giunsero in Genova nel XII secolo e vennero ascritti ai Cybo nel 1528.[30]
- Peirano: giunti a Genova da Noli intorno al 1450, vennero ascritti ai Cybo nel 1528.[31]
- Delle Piane: originari della Valpolcevera, giunsero a Genova nel XIV secolo e nel 1528 furono ascritti agli alberghi Cybo e De Franchi.[32]
- Pino: giunsero a Genova da Santa Margherita Ligure intorno al 1160. Ascritti dapprima ai Sopranis, allo scioglimento di quell'albergo passarono ai Cybo.[33]
- Poggio: originari de La Spezia e Sanremo, giunsero a Genova sin dal 1150 circa. Nel 1528 furono ascritti all'albergo.[34]
- Ponte: originari della Valpolcevera, giunsero in Genova nel 1170. Risultano ascritti nella persona di Desiderio ai Fattinanti nel 1380. Nel 1528 furono ascritti ai Gentile, ai Cybo ed ai Giustiniani.[34]
- Del Pozzo: giunsero a Genova da Alessandria verso il XIII secolo e furono ascritti ai Cybo nel 1528.[35]
- Rapallo: giunsero da Rapallo a Genova intorno al 1125: nel 1528 vennero ascritti ai Cybo ed ai Sauli.[36]
- Ratto: giunsero da Rapallo a Genova intorno al 1340: nel 1560 vennero ascritti ai Cybo.[36]
- Recco: giunsero in Genova da Recco intorno al 1150 e nel 1528 furono ascritti alla famiglia.[37]
- Rodini: giunsero in Genova dalla riviera di ponente nel 1340 e nel 1528 furono ascritti alla famiglia.[38]
- Rollero: giunsero in Genova da Clavesana o da Voltri nel XV secolo e nel 1528 furono ascritti alla famiglia.[39]
- Sale: giunsero in Genova dalla Valbisagno nel XIII secolo e nel 1528 furono ascritti ai Cybo ed ai De Franchi.[40]
- Sbarroia: genovesi dal XIV secolo, nel 1528 furono ascritti alla famiglia.[41]
- Serravalle: giunsero in Genova da Serravalle Scrivia nel 1350 e nel 1528 furono ascritti alla famiglia.[42]
- De Siena: giunsero in Genova da Siena nel XII secolo e nel 1528 furono ascritti alla famiglia.[43]
- Sopranis: originari di Andora, formarono albergo sino al 1528, anno in cui il loro fu sciolto e vennero ascritti a Cybo.[44]
- Torriglia: giunsero in Genova da Torriglia intorno al 1180 e nel 1528 furono ascritti alla famiglia.[45]
- Valdettaro: a Genova dal 1180 circa, nel 1528 furono ascritti alla famiglia.[46]

## Genealogia
|                               |                               |                               |                               |                               |                               |  |  |                                                  |                                                  |                                                  |                                                  |                                                  |                                                  |  |  |                       |                       |                       |                       |                       |                       |  |  |                                  |                                  |                                  |                                  |                                  |                                  |                     |                     |                       |                       |                       |                       |                                 |                                 |                                 |                                 |                                 |                                 |  |  |                      |                      |                      |                      |                      |                      |  |  |                                      |                                      | Aronne (1377-1457)                   | Aronne (1377-1457)                   | Aronne (1377-1457)                   | Aronne (1377-1457)                   | Aronne (1377-1457)            | Aronne (1377-1457)            |                               |                               | Teodorina de Mari (?-1470)    | Teodorina de Mari (?-1470)    | Teodorina de Mari (?-1470) | Teodorina de Mari (?-1470) | Teodorina de Mari (?-1470) | Teodorina de Mari (?-1470) |                               |                               |                               |                               |                               |                               |  |  |  |  |                        |                        |                        |                        |                        |                        |                       |                       |                             |                             |                             |                             |                             |                             |                             |                             |                             |                             |                     |                     |                     |                     |  |  |                                    |                                    |                                    |                                    |                                    |                                    |  |  |                      |                      |                      |                      |                      |                      |  |  |                     |                     |                     |                     |                     |                     |  |  |                                         |                                         |                                         |                                         |                                         |                                         |  |  |                       |                       |                       |                       |                       |                       |  |  |                    |                    |                    |                    |                        |                        |                        |                        |                            |                            |                            |                            |                            |                            |           |           |                      |                      |                      |                      |                      |                      |          |          |                         |                         |                         |                         |                         |                         |               |               |               |               |
|                               |                               |                               |                               |                               |                               |  |  |                                                  |                                                  |                                                  |                                                  |                                                  |                                                  |  |  |                       |                       |                       |                       |                       |                       |  |  |                                  |                                  |                                  |                                  |                                  |                                  |                     |                     |                       |                       |                       |                       |                                 |                                 |                                 |                                 |                                 |                                 |  |  |                      |                      |                      |                      |                      |                      |  |  |                                      |                                      | Aronne (1377-1457)                   | Aronne (1377-1457)                   | Aronne (1377-1457)                   | Aronne (1377-1457)                   | Aronne (1377-1457)            | Aronne (1377-1457)            |                               |                               | Teodorina de Mari (?-1470)    | Teodorina de Mari (?-1470)    | Teodorina de Mari (?-1470) | Teodorina de Mari (?-1470) | Teodorina de Mari (?-1470) | Teodorina de Mari (?-1470) |                               |                               |                               |                               |                               |                               |  |  |  |  |                        |                        |                        |                        |                        |                        |                       |                       |                             |                             |                             |                             |                             |                             |                             |                             |                             |                             |                     |                     |                     |                     |  |  |                                    |                                    |                                    |                                    |                                    |                                    |  |  |                      |                      |                      |                      |                      |                      |  |  |                     |                     |                     |                     |                     |                     |  |  |                                         |                                         |                                         |                                         |                                         |                                         |  |  |                       |                       |                       |                       |                       |                       |  |  |                    |                    |                    |                    |                        |                        |                        |                        |                            |                            |                            |                            |                            |                            |           |           |                      |                      |                      |                      |                      |                      |          |          |                         |                         |                         |                         |                         |                         |               |               |               |               |
|                               |                               |                               |                               |                               |                               |  |  |                                                  |                                                  |                                                  |                                                  |                                                  |                                                  |  |  |                       |                       |                       |                       |                       |                       |  |  |                                  |                                  |                                  |                                  |                                  |                                  |                     |                     |                       |                       |                       |                       |                                 |                                 |                                 |                                 |                                 |                                 |  |  |                      |                      |                      |                      |                      |                      |  |  |                                      |                                      |                                      |                                      |                                      |                                      |                               |                               |                               |                               |                               |                               |                            |                            |                            |                            |                               |                               |                               |                               |                               |                               |  |  |  |  |                        |                        |                        |                        |                        |                        |                       |                       |                             |                             |                             |                             |                             |                             |                             |                             |                             |                             |                     |                     |                     |                     |  |  |                                    |                                    |                                    |                                    |                                    |                                    |  |  |                      |                      |                      |                      |                      |                      |  |  |                     |                     |                     |                     |                     |                     |  |  |                                         |                                         |                                         |                                         |                                         |                                         |  |  |                       |                       |                       |                       |                       |                       |  |  |                    |                    |                    |                    |                        |                        |                        |                        |                            |                            |                            |                            |                            |                            |           |           |                      |                      |                      |                      |                      |                      |          |          |                         |                         |                         |                         |                         |                         |               |               |               |               |
|                               |                               |                               |                               |                               |                               |  |  |                                                  |                                                  |                                                  |                                                  |                                                  |                                                  |  |  |                       |                       |                       |                       |                       |                       |  |  |                                  |                                  |                                  |                                  |                                  |                                  |                     |                     |                       |                       |                       |                       |                                 |                                 |                                 |                                 |                                 |                                 |  |  |                      |                      |                      |                      |                      |                      |  |  |                                      |                                      |                                      |                                      |                                      |                                      |                               |                               |                               |                               |                               |                               |                            |                            |                            |                            |                               |                               |                               |                               |                               |                               |  |  |  |  |                        |                        |                        |                        |                        |                        |                       |                       |                             |                             |                             |                             |                             |                             |                             |                             |                             |                             |                     |                     |                     |                     |  |  |                                    |                                    |                                    |                                    |                                    |                                    |  |  |                      |                      |                      |                      |                      |                      |  |  |                     |                     |                     |                     |                     |                     |  |  |                                         |                                         |                                         |                                         |                                         |                                         |  |  |                       |                       |                       |                       |                       |                       |  |  |                    |                    |                    |                    |                        |                        |                        |                        |                            |                            |                            |                            |                            |                            |           |           |                      |                      |                      |                      |                      |                      |          |          |                         |                         |                         |                         |                         |                         |               |               |               |               |
| Peretta Cybo (?-1480)         | Peretta Cybo (?-1480)         | Peretta Cybo (?-1480)         | Peretta Cybo (?-1480)         | Peretta Cybo (?-1480)         | Peretta Cybo (?-1480)         |  |  | Maurizio (1427-1491)                             | Maurizio (1427-1491)                             | Maurizio (1427-1491)                             | Maurizio (1427-1491)                             | Maurizio (1427-1491)                             | Maurizio (1427-1491)                             |  |  |                       |                       |                       |                       |                       |                       |  |  |                                  |                                  |                                  |                                  |                                  |                                  |                     |                     |                       |                       |                       |                       |                                 |                                 |                                 |                                 |                                 |                                 |  |  |                      |                      |                      |                      |                      |                      |  |  |                                      |                                      |                                      |                                      |                                      |                                      | Giovanni Battista (1432-1492) | Giovanni Battista (1432-1492) | Giovanni Battista (1432-1492) | Giovanni Battista (1432-1492) | Giovanni Battista (1432-1492) | Giovanni Battista (1432-1492) |                            |                            |                            |                            |                               |                               |                               |                               |                               |                               |  |  |  |  |                        |                        |                        |                        |                        |                        |                       |                       |                             |                             |                             |                             |                             |                             |                             |                             |                             |                             |                     |                     |                     |                     |  |  |                                    |                                    |                                    |                                    |                                    |                                    |  |  |                      |                      |                      |                      |                      |                      |  |  |                     |                     |                     |                     |                     |                     |  |  |                                         |                                         |                                         |                                         |                                         |                                         |  |  | Bianca (1435-1470)    | Bianca (1435-1470)    | Bianca (1435-1470)    | Bianca (1435-1470)    | Bianca (1435-1470)    | Bianca (1435-1470)    |  |  | Domenico Cybo      | Domenico Cybo      | Domenico Cybo      | Domenico Cybo      | Domenico Cybo          | Domenico Cybo          |                        |                        |                            |                            |                            |                            |                            |                            |           |           |                      |                      |                      |                      |                      |                      |          |          |                         |                         |                         |                         |                         |                         |               |               |               |               |
| Peretta Cybo (?-1480)         | Peretta Cybo (?-1480)         | Peretta Cybo (?-1480)         | Peretta Cybo (?-1480)         | Peretta Cybo (?-1480)         | Peretta Cybo (?-1480)         |  |  | Maurizio (1427-1491)                             | Maurizio (1427-1491)                             | Maurizio (1427-1491)                             | Maurizio (1427-1491)                             | Maurizio (1427-1491)                             | Maurizio (1427-1491)                             |  |  |                       |                       |                       |                       |                       |                       |  |  |                                  |                                  |                                  |                                  |                                  |                                  |                     |                     |                       |                       |                       |                       |                                 |                                 |                                 |                                 |                                 |                                 |  |  |                      |                      |                      |                      |                      |                      |  |  |                                      |                                      |                                      |                                      |                                      |                                      | Giovanni Battista (1432-1492) | Giovanni Battista (1432-1492) | Giovanni Battista (1432-1492) | Giovanni Battista (1432-1492) | Giovanni Battista (1432-1492) | Giovanni Battista (1432-1492) |                            |                            |                            |                            |                               |                               |                               |                               |                               |                               |  |  |  |  |                        |                        |                        |                        |                        |                        |                       |                       |                             |                             |                             |                             |                             |                             |                             |                             |                             |                             |                     |                     |                     |                     |  |  |                                    |                                    |                                    |                                    |                                    |                                    |  |  |                      |                      |                      |                      |                      |                      |  |  |                     |                     |                     |                     |                     |                     |  |  |                                         |                                         |                                         |                                         |                                         |                                         |  |  | Bianca (1435-1470)    | Bianca (1435-1470)    | Bianca (1435-1470)    | Bianca (1435-1470)    | Bianca (1435-1470)    | Bianca (1435-1470)    |  |  | Domenico Cybo      | Domenico Cybo      | Domenico Cybo      | Domenico Cybo      | Domenico Cybo          | Domenico Cybo          |                        |                        |                            |                            |                            |                            |                            |                            |           |           |                      |                      |                      |                      |                      |                      |          |          |                         |                         |                         |                         |                         |                         |               |               |               |               |
|                               |                               |                               |                               |                               |                               |  |  |                                                  |                                                  |                                                  |                                                  |                                                  |                                                  |  |  |                       |                       |                       |                       |                       |                       |  |  |                                  |                                  |                                  |                                  |                                  |                                  |                     |                     |                       |                       |                       |                       |                                 |                                 |                                 |                                 |                                 |                                 |  |  |                      |                      |                      |                      |                      |                      |  |  |                                      |                                      |                                      |                                      |                                      |                                      |                               |                               |                               |                               |                               |                               |                            |                            |                            |                            |                               |                               |                               |                               |                               |                               |  |  |  |  |                        |                        |                        |                        |                        |                        |                       |                       |                             |                             |                             |                             |                             |                             |                             |                             |                             |                             |                     |                     |                     |                     |  |  |                                    |                                    |                                    |                                    |                                    |                                    |  |  |                      |                      |                      |                      |                      |                      |  |  |                     |                     |                     |                     |                     |                     |  |  |                                         |                                         |                                         |                                         |                                         |                                         |  |  |                       |                       |                       |                       |                       |                       |  |  |                    |                    |                    |                    |                        |                        |                        |                        |                            |                            |                            |                            |                            |                            |           |           |                      |                      |                      |                      |                      |                      |          |          |                         |                         |                         |                         |                         |                         |               |               |               |               |
|                               |                               |                               |                               |                               |                               |  |  |                                                  |                                                  |                                                  |                                                  |                                                  |                                                  |  |  |                       |                       |                       |                       |                       |                       |  |  |                                  |                                  |                                  |                                  |                                  |                                  |                     |                     |                       |                       |                       |                       |                                 |                                 |                                 |                                 |                                 |                                 |  |  |                      |                      |                      |                      |                      |                      |  |  |                                      |                                      |                                      |                                      |                                      |                                      |                               |                               |                               |                               |                               |                               |                            |                            |                            |                            |                               |                               |                               |                               |                               |                               |  |  |  |  |                        |                        |                        |                        |                        |                        |                       |                       |                             |                             |                             |                             |                             |                             |                             |                             |                             |                             |                     |                     |                     |                     |  |  |                                    |                                    |                                    |                                    |                                    |                                    |  |  |                      |                      |                      |                      |                      |                      |  |  |                     |                     |                     |                     |                     |                     |  |  |                                         |                                         |                                         |                                         |                                         |                                         |  |  |                       |                       |                       |                       |                       |                       |  |  |                    |                    |                    |                    |                        |                        |                        |                        |                            |                            |                            |                            |                            |                            |           |           |                      |                      |                      |                      |                      |                      |          |          |                         |                         |                         |                         |                         |                         |               |               |               |               |
| Giovanni Battista (1462-1488) | Giovanni Battista (1462-1488) | Giovanni Battista (1462-1488) | Giovanni Battista (1462-1488) | Giovanni Battista (1462-1488) | Giovanni Battista (1462-1488) |  |  | (illegittimato) Lorenzo Cybo de Mari (1454-1503) | (illegittimato) Lorenzo Cybo de Mari (1454-1503) | (illegittimato) Lorenzo Cybo de Mari (1454-1503) | (illegittimato) Lorenzo Cybo de Mari (1454-1503) | (illegittimato) Lorenzo Cybo de Mari (1454-1503) | (illegittimato) Lorenzo Cybo de Mari (1454-1503) |  |  |                       |                       |                       |                       |                       |                       |  |  | Maddalena de' Medici (1473-1519) | Maddalena de' Medici (1473-1519) | Maddalena de' Medici (1473-1519) | Maddalena de' Medici (1473-1519) | Maddalena de' Medici (1473-1519) | Maddalena de' Medici (1473-1519) |                     |                     | Francesco (1449-1519) | Francesco (1449-1519) | Francesco (1449-1519) | Francesco (1449-1519) | Francesco (1449-1519)           | Francesco (1449-1519)           |                                 |                                 |                                 |                                 |  |  |                      |                      |                      |                      |                      |                      |  |  |                                      |                                      |                                      |                                      |                                      |                                      |                               |                               |                               |                               |                               |                               |                            |                            |                            |                            |                               |                               |                               |                               |                               |                               |  |  |  |  |                        |                        |                        |                        | Teodorina (1455-1508)  | Teodorina (1455-1508)  | Teodorina (1455-1508) | Teodorina (1455-1508) | Teodorina (1455-1508)       | Teodorina (1455-1508)       |                             |                             | Gherardo Usodimare (?-1502) | Gherardo Usodimare (?-1502) | Gherardo Usodimare (?-1502) | Gherardo Usodimare (?-1502) | Gherardo Usodimare (?-1502) | Gherardo Usodimare (?-1502) |                     |                     |                     |                     |  |  |                                    |                                    |                                    |                                    |                                    |                                    |  |  |                      |                      |                      |                      |                      |                      |  |  |                     |                     |                     |                     |                     |                     |  |  | Andrea (?-1511)                         | Andrea (?-1511)                         | Andrea (?-1511)                         | Andrea (?-1511)                         | Andrea (?-1511)                         | Andrea (?-1511)                         |  |  | Alaone                | Alaone                | Alaone                | Alaone                | Alaone                | Alaone                |  |  | Ginevra            | Ginevra            | Ginevra            | Ginevra            | Ginevra                | Ginevra                |                        |                        | Mario Mellini di Monterano | Mario Mellini di Monterano | Mario Mellini di Monterano | Mario Mellini di Monterano | Mario Mellini di Monterano | Mario Mellini di Monterano |           |           | Francesco            | Francesco            | Francesco            | Francesco            | Francesco            | Francesco            |          |          |                         |                         |                         |                         |                         |                         |               |               |               |               |
| Giovanni Battista (1462-1488) | Giovanni Battista (1462-1488) | Giovanni Battista (1462-1488) | Giovanni Battista (1462-1488) | Giovanni Battista (1462-1488) | Giovanni Battista (1462-1488) |  |  | (illegittimato) Lorenzo Cybo de Mari (1454-1503) | (illegittimato) Lorenzo Cybo de Mari (1454-1503) | (illegittimato) Lorenzo Cybo de Mari (1454-1503) | (illegittimato) Lorenzo Cybo de Mari (1454-1503) | (illegittimato) Lorenzo Cybo de Mari (1454-1503) | (illegittimato) Lorenzo Cybo de Mari (1454-1503) |  |  |                       |                       |                       |                       |                       |                       |  |  | Maddalena de' Medici (1473-1519) | Maddalena de' Medici (1473-1519) | Maddalena de' Medici (1473-1519) | Maddalena de' Medici (1473-1519) | Maddalena de' Medici (1473-1519) | Maddalena de' Medici (1473-1519) |                     |                     | Francesco (1449-1519) | Francesco (1449-1519) | Francesco (1449-1519) | Francesco (1449-1519) | Francesco (1449-1519)           | Francesco (1449-1519)           |                                 |                                 |                                 |                                 |  |  |                      |                      |                      |                      |                      |                      |  |  |                                      |                                      |                                      |                                      |                                      |                                      |                               |                               |                               |                               |                               |                               |                            |                            |                            |                            |                               |                               |                               |                               |                               |                               |  |  |  |  |                        |                        |                        |                        | Teodorina (1455-1508)  | Teodorina (1455-1508)  | Teodorina (1455-1508) | Teodorina (1455-1508) | Teodorina (1455-1508)       | Teodorina (1455-1508)       |                             |                             | Gherardo Usodimare (?-1502) | Gherardo Usodimare (?-1502) | Gherardo Usodimare (?-1502) | Gherardo Usodimare (?-1502) | Gherardo Usodimare (?-1502) | Gherardo Usodimare (?-1502) |                     |                     |                     |                     |  |  |                                    |                                    |                                    |                                    |                                    |                                    |  |  |                      |                      |                      |                      |                      |                      |  |  |                     |                     |                     |                     |                     |                     |  |  | Andrea (?-1511)                         | Andrea (?-1511)                         | Andrea (?-1511)                         | Andrea (?-1511)                         | Andrea (?-1511)                         | Andrea (?-1511)                         |  |  | Alaone                | Alaone                | Alaone                | Alaone                | Alaone                | Alaone                |  |  | Ginevra            | Ginevra            | Ginevra            | Ginevra            | Ginevra                | Ginevra                |                        |                        | Mario Mellini di Monterano | Mario Mellini di Monterano | Mario Mellini di Monterano | Mario Mellini di Monterano | Mario Mellini di Monterano | Mario Mellini di Monterano |           |           | Francesco            | Francesco            | Francesco            | Francesco            | Francesco            | Francesco            |          |          |                         |                         |                         |                         |                         |                         |               |               |               |               |
|                               |                               |                               |                               |                               |                               |  |  |                                                  |                                                  |                                                  |                                                  |                                                  |                                                  |  |  |                       |                       |                       |                       |                       |                       |  |  |                                  |                                  |                                  |                                  |                                  |                                  |                     |                     |                       |                       |                       |                       |                                 |                                 |                                 |                                 |                                 |                                 |  |  |                      |                      |                      |                      |                      |                      |  |  |                                      |                                      |                                      |                                      |                                      |                                      |                               |                               |                               |                               |                               |                               |                            |                            |                            |                            |                               |                               |                               |                               |                               |                               |  |  |  |  |                        |                        |                        |                        |                        |                        |                       |                       |                             |                             |                             |                             |                             |                             |                             |                             |                             |                             |                     |                     |                     |                     |  |  |                                    |                                    |                                    |                                    |                                    |                                    |  |  |                      |                      |                      |                      |                      |                      |  |  |                     |                     |                     |                     |                     |                     |  |  |                                         |                                         |                                         |                                         |                                         |                                         |  |  |                       |                       |                       |                       |                       |                       |  |  |                    |                    |                    |                    |                        |                        |                        |                        |                            |                            |                            |                            |                            |                            |           |           |                      |                      |                      |                      |                      |                      |          |          |                         |                         |                         |                         |                         |                         |               |               |               |               |
|                               |                               |                               |                               |                               |                               |  |  |                                                  |                                                  |                                                  |                                                  |                                                  |                                                  |  |  |                       |                       |                       |                       |                       |                       |  |  |                                  |                                  |                                  |                                  |                                  |                                  |                     |                     |                       |                       |                       |                       |                                 |                                 |                                 |                                 |                                 |                                 |  |  |                      |                      |                      |                      |                      |                      |  |  |                                      |                                      |                                      |                                      |                                      |                                      |                               |                               |                               |                               |                               |                               |                            |                            |                            |                            |                               |                               |                               |                               |                               |                               |  |  |  |  |                        |                        |                        |                        |                        |                        |                       |                       |                             |                             |                             |                             |                             |                             |                             |                             |                             |                             |                     |                     |                     |                     |  |  |                                    |                                    |                                    |                                    |                                    |                                    |  |  |                      |                      |                      |                      |                      |                      |  |  |                     |                     |                     |                     |                     |                     |  |  |                                         |                                         |                                         |                                         |                                         |                                         |  |  |                       |                       |                       |                       |                       |                       |  |  |                    |                    |                    |                    |                        |                        |                        |                        |                            |                            |                            |                            |                            |                            |           |           |                      |                      |                      |                      |                      |                      |          |          |                         |                         |                         |                         |                         |                         |               |               |               |               |
| Lucrezia (1489-1492)          | Lucrezia (1489-1492)          | Lucrezia (1489-1492)          | Lucrezia (1489-1492)          | Lucrezia (1489-1492)          | Lucrezia (1489-1492)          |  |  | Clarice (1490-1492)                              | Clarice (1490-1492)                              | Clarice (1490-1492)                              | Clarice (1490-1492)                              | Clarice (1490-1492)                              | Clarice (1490-1492)                              |  |  | Innocenzo (1491-1550) | Innocenzo (1491-1550) | Innocenzo (1491-1550) | Innocenzo (1491-1550) | Innocenzo (1491-1550) | Innocenzo (1491-1550) |  |  |                                  |                                  |                                  |                                  | Lorenzo (1500-1549)              | Lorenzo (1500-1549)              | Lorenzo (1500-1549) | Lorenzo (1500-1549) | Lorenzo (1500-1549)   | Lorenzo (1500-1549)   |                       |                       | Ricciarda Malaspina (1497-1553) | Ricciarda Malaspina (1497-1553) | Ricciarda Malaspina (1497-1553) | Ricciarda Malaspina (1497-1553) | Ricciarda Malaspina (1497-1553) | Ricciarda Malaspina (1497-1553) |  |  | Caterina (1501-1557) | Caterina (1501-1557) | Caterina (1501-1557) | Caterina (1501-1557) | Caterina (1501-1557) | Caterina (1501-1557) |  |  | Giovanni Maria da Varano (1481-1527) | Giovanni Maria da Varano (1481-1527) | Giovanni Maria da Varano (1481-1527) | Giovanni Maria da Varano (1481-1527) | Giovanni Maria da Varano (1481-1527) | Giovanni Maria da Varano (1481-1527) |                               |                               | Ippolita (1503-1503)          | Ippolita (1503-1503)          | Ippolita (1503-1503)          | Ippolita (1503-1503)          | Ippolita (1503-1503)       | Ippolita (1503-1503)       |                            |                            | Giovanni Battista (1505-1550) | Giovanni Battista (1505-1550) | Giovanni Battista (1505-1550) | Giovanni Battista (1505-1550) | Giovanni Battista (1505-1550) | Giovanni Battista (1505-1550) |  |  |  |  | Battistina (1477-1523) | Battistina (1477-1523) | Battistina (1477-1523) | Battistina (1477-1523) | Battistina (1477-1523) | Battistina (1477-1523) |                       |                       | Luigi d'Aragona (1474-1519) | Luigi d'Aragona (1474-1519) | Luigi d'Aragona (1474-1519) | Luigi d'Aragona (1474-1519) | Luigi d'Aragona (1474-1519) | Luigi d'Aragona (1474-1519) |                             |                             | Peretta (1478-1550)         | Peretta (1478-1550)         | Peretta (1478-1550) | Peretta (1478-1550) | Peretta (1478-1550) | Peretta (1478-1550) |  |  | Alfonso I del Carretto (1457-1523) | Alfonso I del Carretto (1457-1523) | Alfonso I del Carretto (1457-1523) | Alfonso I del Carretto (1457-1523) | Alfonso I del Carretto (1457-1523) | Alfonso I del Carretto (1457-1523) |  |  | Filippo (1480-1525)  | Filippo (1480-1525)  | Filippo (1480-1525)  | Filippo (1480-1525)  | Filippo (1480-1525)  | Filippo (1480-1525)  |  |  | Aranino (1484-1568) | Aranino (1484-1568) | Aranino (1484-1568) | Aranino (1484-1568) | Aranino (1484-1568) | Aranino (1484-1568) |  |  | Bianca Vigerio della Rovere (1495-1546) | Bianca Vigerio della Rovere (1495-1546) | Bianca Vigerio della Rovere (1495-1546) | Bianca Vigerio della Rovere (1495-1546) | Bianca Vigerio della Rovere (1495-1546) | Bianca Vigerio della Rovere (1495-1546) |  |  | Cesare (1495-1552)    | Cesare (1495-1552)    | Cesare (1495-1552)    | Cesare (1495-1552)    | Cesare (1495-1552)    | Cesare (1495-1552)    |  |  |                    |                    |                    |                    | (illegittimo) Alberico | (illegittimo) Alberico | (illegittimo) Alberico | (illegittimo) Alberico | (illegittimo) Alberico     | (illegittimo) Alberico     |                            |                            | Innocenzo                  | Innocenzo                  | Innocenzo | Innocenzo | Innocenzo            | Innocenzo            |                      |                      | Lucrezia             | Lucrezia             | Lucrezia | Lucrezia | Lucrezia                | Lucrezia                |                         |                         | N. Lanciarini           | N. Lanciarini           | N. Lanciarini | N. Lanciarini | N. Lanciarini | N. Lanciarini |
| Lucrezia (1489-1492)          | Lucrezia (1489-1492)          | Lucrezia (1489-1492)          | Lucrezia (1489-1492)          | Lucrezia (1489-1492)          | Lucrezia (1489-1492)          |  |  | Clarice (1490-1492)                              | Clarice (1490-1492)                              | Clarice (1490-1492)                              | Clarice (1490-1492)                              | Clarice (1490-1492)                              | Clarice (1490-1492)                              |  |  | Innocenzo (1491-1550) | Innocenzo (1491-1550) | Innocenzo (1491-1550) | Innocenzo (1491-1550) | Innocenzo (1491-1550) | Innocenzo (1491-1550) |  |  |                                  |                                  |                                  |                                  | Lorenzo (1500-1549)              | Lorenzo (1500-1549)              | Lorenzo (1500-1549) | Lorenzo (1500-1549) | Lorenzo (1500-1549)   | Lorenzo (1500-1549)   |                       |                       | Ricciarda Malaspina (1497-1553) | Ricciarda Malaspina (1497-1553) | Ricciarda Malaspina (1497-1553) | Ricciarda Malaspina (1497-1553) | Ricciarda Malaspina (1497-1553) | Ricciarda Malaspina (1497-1553) |  |  | Caterina (1501-1557) | Caterina (1501-1557) | Caterina (1501-1557) | Caterina (1501-1557) | Caterina (1501-1557) | Caterina (1501-1557) |  |  | Giovanni Maria da Varano (1481-1527) | Giovanni Maria da Varano (1481-1527) | Giovanni Maria da Varano (1481-1527) | Giovanni Maria da Varano (1481-1527) | Giovanni Maria da Varano (1481-1527) | Giovanni Maria da Varano (1481-1527) |                               |                               | Ippolita (1503-1503)          | Ippolita (1503-1503)          | Ippolita (1503-1503)          | Ippolita (1503-1503)          | Ippolita (1503-1503)       | Ippolita (1503-1503)       |                            |                            | Giovanni Battista (1505-1550) | Giovanni Battista (1505-1550) | Giovanni Battista (1505-1550) | Giovanni Battista (1505-1550) | Giovanni Battista (1505-1550) | Giovanni Battista (1505-1550) |  |  |  |  | Battistina (1477-1523) | Battistina (1477-1523) | Battistina (1477-1523) | Battistina (1477-1523) | Battistina (1477-1523) | Battistina (1477-1523) |                       |                       | Luigi d'Aragona (1474-1519) | Luigi d'Aragona (1474-1519) | Luigi d'Aragona (1474-1519) | Luigi d'Aragona (1474-1519) | Luigi d'Aragona (1474-1519) | Luigi d'Aragona (1474-1519) |                             |                             | Peretta (1478-1550)         | Peretta (1478-1550)         | Peretta (1478-1550) | Peretta (1478-1550) | Peretta (1478-1550) | Peretta (1478-1550) |  |  | Alfonso I del Carretto (1457-1523) | Alfonso I del Carretto (1457-1523) | Alfonso I del Carretto (1457-1523) | Alfonso I del Carretto (1457-1523) | Alfonso I del Carretto (1457-1523) | Alfonso I del Carretto (1457-1523) |  |  | Filippo (1480-1525)  | Filippo (1480-1525)  | Filippo (1480-1525)  | Filippo (1480-1525)  | Filippo (1480-1525)  | Filippo (1480-1525)  |  |  | Aranino (1484-1568) | Aranino (1484-1568) | Aranino (1484-1568) | Aranino (1484-1568) | Aranino (1484-1568) | Aranino (1484-1568) |  |  | Bianca Vigerio della Rovere (1495-1546) | Bianca Vigerio della Rovere (1495-1546) | Bianca Vigerio della Rovere (1495-1546) | Bianca Vigerio della Rovere (1495-1546) | Bianca Vigerio della Rovere (1495-1546) | Bianca Vigerio della Rovere (1495-1546) |  |  | Cesare (1495-1552)    | Cesare (1495-1552)    | Cesare (1495-1552)    | Cesare (1495-1552)    | Cesare (1495-1552)    | Cesare (1495-1552)    |  |  |                    |                    |                    |                    | (illegittimo) Alberico | (illegittimo) Alberico | (illegittimo) Alberico | (illegittimo) Alberico | (illegittimo) Alberico     | (illegittimo) Alberico     |                            |                            | Innocenzo                  | Innocenzo                  | Innocenzo | Innocenzo | Innocenzo            | Innocenzo            |                      |                      | Lucrezia             | Lucrezia             | Lucrezia | Lucrezia | Lucrezia                | Lucrezia                |                         |                         | N. Lanciarini           | N. Lanciarini           | N. Lanciarini | N. Lanciarini | N. Lanciarini | N. Lanciarini |
|                               |                               |                               |                               |                               |                               |  |  |                                                  |                                                  |                                                  |                                                  |                                                  |                                                  |  |  |                       |                       |                       |                       |                       |                       |  |  |                                  |                                  |                                  |                                  |                                  |                                  |                     |                     |                       |                       |                       |                       |                                 |                                 |                                 |                                 |                                 |                                 |  |  |                      |                      |                      |                      |                      |                      |  |  |                                      |                                      |                                      |                                      |                                      |                                      |                               |                               |                               |                               |                               |                               |                            |                            |                            |                            |                               |                               |                               |                               |                               |                               |  |  |  |  |                        |                        |                        |                        |                        |                        |                       |                       |                             |                             |                             |                             |                             |                             |                             |                             |                             |                             |                     |                     |                     |                     |  |  |                                    |                                    |                                    |                                    |                                    |                                    |  |  |                      |                      |                      |                      |                      |                      |  |  |                     |                     |                     |                     |                     |                     |  |  |                                         |                                         |                                         |                                         |                                         |                                         |  |  |                       |                       |                       |                       |                       |                       |  |  |                    |                    |                    |                    |                        |                        |                        |                        |                            |                            |                            |                            |                            |                            |           |           |                      |                      |                      |                      |                      |                      |          |          |                         |                         |                         |                         |                         |                         |               |               |               |               |
|                               |                               |                               |                               |                               |                               |  |  |                                                  |                                                  |                                                  |                                                  |                                                  |                                                  |  |  |                       |                       |                       |                       |                       |                       |  |  |                                  |                                  |                                  |                                  |                                  |                                  |                     |                     |                       |                       |                       |                       |                                 |                                 |                                 |                                 |                                 |                                 |  |  |                      |                      |                      |                      |                      |                      |  |  |                                      |                                      |                                      |                                      |                                      |                                      |                               |                               |                               |                               |                               |                               |                            |                            |                            |                            |                               |                               |                               |                               |                               |                               |  |  |  |  |                        |                        |                        |                        |                        |                        |                       |                       |                             |                             |                             |                             |                             |                             |                             |                             |                             |                             |                     |                     |                     |                     |  |  |                                    |                                    |                                    |                                    |                                    |                                    |  |  |                      |                      |                      |                      |                      |                      |  |  |                     |                     |                     |                     |                     |                     |  |  |                                         |                                         |                                         |                                         |                                         |                                         |  |  |                       |                       |                       |                       |                       |                       |  |  |                    |                    |                    |                    |                        |                        |                        |                        |                            |                            |                            |                            |                            |                            |           |           |                      |                      |                      |                      |                      |                      |          |          |                         |                         |                         |                         |                         |                         |               |               |               |               |
| Elena (?-1580)                | Elena (?-1580)                | Elena (?-1580)                | Elena (?-1580)                | Elena (?-1580)                | Elena (?-1580)                |  |  | Clemente (?-1605)                                | Clemente (?-1605)                                | Clemente (?-1605)                                | Clemente (?-1605)                                | Clemente (?-1605)                                | Clemente (?-1605)                                |  |  | Ricciarda (1590-1661) | Ricciarda (1590-1661) | Ricciarda (1590-1661) | Ricciarda (1590-1661) | Ricciarda (1590-1661) | Ricciarda (1590-1661) |  |  | Alessandro (1549-1612)           | Alessandro (1549-1612)           | Alessandro (1549-1612)           | Alessandro (1549-1612)           | Alessandro (1549-1612)           | Alessandro (1549-1612)           |                     |                     | Cybo-Malaspina        | Cybo-Malaspina        | Cybo-Malaspina        | Cybo-Malaspina        | Cybo-Malaspina                  | Cybo-Malaspina                  |                                 |                                 |                                 |                                 |  |  |                      |                      |                      |                      |                      |                      |  |  |                                      |                                      |                                      |                                      |                                      |                                      |                               |                               |                               |                               |                               |                               |                            |                            |                            |                            |                               |                               |                               |                               |                               |                               |  |  |  |  |                        |                        |                        |                        |                        |                        |                       |                       | Niccolò Fregoso (?-1521)    | Niccolò Fregoso (?-1521)    | Niccolò Fregoso (?-1521)    | Niccolò Fregoso (?-1521)    | Niccolò Fregoso (?-1521)    | Niccolò Fregoso (?-1521)    |                             |                             |                             |                             |                     |                     |                     |                     |  |  | Andrea Doria (1466-1560)           | Andrea Doria (1466-1560)           | Andrea Doria (1466-1560)           | Andrea Doria (1466-1560)           | Andrea Doria (1466-1560)           | Andrea Doria (1466-1560)           |  |  | Gherardo (1512-1600) | Gherardo (1512-1600) | Gherardo (1512-1600) | Gherardo (1512-1600) | Gherardo (1512-1600) | Gherardo (1512-1600) |  |  | Marzia (1515-1572   | Marzia (1515-1572   | Marzia (1515-1572   | Marzia (1515-1572   | Marzia (1515-1572   | Marzia (1515-1572   |  |  | Antonio Mauruzi (?-1564)                | Antonio Mauruzi (?-1564)                | Antonio Mauruzi (?-1564)                | Antonio Mauruzi (?-1564)                | Antonio Mauruzi (?-1564)                | Antonio Mauruzi (?-1564)                |  |  | Maddalena (1524-1583) | Maddalena (1524-1583) | Maddalena (1524-1583) | Maddalena (1524-1583) | Maddalena (1524-1583) | Maddalena (1524-1583) |  |  | Domenico Passionei | Domenico Passionei | Domenico Passionei | Domenico Passionei | Domenico Passionei     | Domenico Passionei     |                        |                        | Maria (1527-1593)          | Maria (1527-1593)          | Maria (1527-1593)          | Maria (1527-1593)          | Maria (1527-1593)          | Maria (1527-1593)          |           |           | Scipione (1531-1597) | Scipione (1531-1597) | Scipione (1531-1597) | Scipione (1531-1597) | Scipione (1531-1597) | Scipione (1531-1597) |          |          | Tomasso Lanciarini-Cybo | Tomasso Lanciarini-Cybo | Tomasso Lanciarini-Cybo | Tomasso Lanciarini-Cybo | Tomasso Lanciarini-Cybo | Tomasso Lanciarini-Cybo |               |               |               |               |
| Elena (?-1580)                | Elena (?-1580)                | Elena (?-1580)                | Elena (?-1580)                | Elena (?-1580)                | Elena (?-1580)                |  |  | Clemente (?-1605)                                | Clemente (?-1605)                                | Clemente (?-1605)                                | Clemente (?-1605)                                | Clemente (?-1605)                                | Clemente (?-1605)                                |  |  | Ricciarda (1590-1661) | Ricciarda (1590-1661) | Ricciarda (1590-1661) | Ricciarda (1590-1661) | Ricciarda (1590-1661) | Ricciarda (1590-1661) |  |  | Alessandro (1549-1612)           | Alessandro (1549-1612)           | Alessandro (1549-1612)           | Alessandro (1549-1612)           | Alessandro (1549-1612)           | Alessandro (1549-1612)           |                     |                     | Cybo-Malaspina        | Cybo-Malaspina        | Cybo-Malaspina        | Cybo-Malaspina        | Cybo-Malaspina                  | Cybo-Malaspina                  |                                 |                                 |                                 |                                 |  |  |                      |                      |                      |                      |                      |                      |  |  |                                      |                                      |                                      |                                      |                                      |                                      |                               |                               |                               |                               |                               |                               |                            |                            |                            |                            |                               |                               |                               |                               |                               |                               |  |  |  |  |                        |                        |                        |                        |                        |                        |                       |                       | Niccolò Fregoso (?-1521)    | Niccolò Fregoso (?-1521)    | Niccolò Fregoso (?-1521)    | Niccolò Fregoso (?-1521)    | Niccolò Fregoso (?-1521)    | Niccolò Fregoso (?-1521)    |                             |                             |                             |                             |                     |                     |                     |                     |  |  | Andrea Doria (1466-1560)           | Andrea Doria (1466-1560)           | Andrea Doria (1466-1560)           | Andrea Doria (1466-1560)           | Andrea Doria (1466-1560)           | Andrea Doria (1466-1560)           |  |  | Gherardo (1512-1600) | Gherardo (1512-1600) | Gherardo (1512-1600) | Gherardo (1512-1600) | Gherardo (1512-1600) | Gherardo (1512-1600) |  |  | Marzia (1515-1572   | Marzia (1515-1572   | Marzia (1515-1572   | Marzia (1515-1572   | Marzia (1515-1572   | Marzia (1515-1572   |  |  | Antonio Mauruzi (?-1564)                | Antonio Mauruzi (?-1564)                | Antonio Mauruzi (?-1564)                | Antonio Mauruzi (?-1564)                | Antonio Mauruzi (?-1564)                | Antonio Mauruzi (?-1564)                |  |  | Maddalena (1524-1583) | Maddalena (1524-1583) | Maddalena (1524-1583) | Maddalena (1524-1583) | Maddalena (1524-1583) | Maddalena (1524-1583) |  |  | Domenico Passionei | Domenico Passionei | Domenico Passionei | Domenico Passionei | Domenico Passionei     | Domenico Passionei     |                        |                        | Maria (1527-1593)          | Maria (1527-1593)          | Maria (1527-1593)          | Maria (1527-1593)          | Maria (1527-1593)          | Maria (1527-1593)          |           |           | Scipione (1531-1597) | Scipione (1531-1597) | Scipione (1531-1597) | Scipione (1531-1597) | Scipione (1531-1597) | Scipione (1531-1597) |          |          | Tomasso Lanciarini-Cybo | Tomasso Lanciarini-Cybo | Tomasso Lanciarini-Cybo | Tomasso Lanciarini-Cybo | Tomasso Lanciarini-Cybo | Tomasso Lanciarini-Cybo |               |               |               |               |
|                               |                               |                               |                               |                               |                               |  |  |                                                  |                                                  |                                                  |                                                  |                                                  |                                                  |  |  |                       |                       |                       |                       |                       |                       |  |  |                                  |                                  |                                  |                                  |                                  |                                  |                     |                     |                       |                       |                       |                       |                                 |                                 |                                 |                                 |                                 |                                 |  |  |                      |                      |                      |                      |                      |                      |  |  |                                      |                                      |                                      |                                      |                                      |                                      |                               |                               |                               |                               |                               |                               |                            |                            |                            |                            |                               |                               |                               |                               |                               |                               |  |  |  |  |                        |                        |                        |                        |                        |                        |                       |                       |                             |                             |                             |                             |                             |                             |                             |                             |                             |                             |                     |                     |                     |                     |  |  |                                    |                                    |                                    |                                    |                                    |                                    |  |  |                      |                      |                      |                      |                      |                      |  |  |                     |                     |                     |                     |                     |                     |  |  |                                         |                                         |                                         |                                         |                                         |                                         |  |  |                       |                       |                       |                       |                       |                       |  |  |                    |                    |                    |                    |                        |                        |                        |                        |                            |                            |                            |                            |                            |                            |           |           |                      |                      |                      |                      |                      |                      |          |          |                         |                         |                         |                         |                         |                         |               |               |               |               |

## Arma
L'arma della famiglia Cybo era di rosso alla banda scaccata di tre file d'argento e d'azzurro, gli alias erano di rosso alla banda scaccata di tre file d'argento e d'azzurro; al capo d'argento alla croce di rosso e d'oro alla banda scaccata di tre file d'argento e d'azzurro; al capo d'argento alla croce di rosso: il tutto al capo dell'Impero.